# 워너 백스터
워너 리로이 백스터(영어: Warner Leroy Baxter, 1889년 3월 29일 ~ 1951년 5월 7일)는 미국의 배우이다.

## 영화
- 추억의 아리조나
- 42번가 (영화)
- 영광의 길